# Paul Rebhun
Paul Rebhun auch: Rebhuhn, Paulus Perdix; (* um 1505 in Waidhofen an der Ybbs, Niederösterreich; † 1546 in Oelsnitz/Vogtl.) war ein lutherischer Pastor, Pädagoge und Dramatiker des 16. Jahrhunderts. Er gilt heute noch als einer der bedeutendsten deutschen Dramatiker der Reformation Sachsens.

## Leben
Geboren als Sohn eines Rotgerbers, kam er bereits in seiner Kindheit nach Sachsen; nach Absolvierung seiner Schulzeit studierte er an der Universität Wittenberg. Als Student wurde er auch Martin Luthers Hausgenosse. Da die Matrikel jener Zeit jedoch sehr unvollständig sind, lässt er sich dort nicht nachweisen.
1526, nach seinem Studium, bekam Rebhun eine Anstellung als Kantor in Zwickau. Im selben Jahr heiratete er dort Anna Thiel. 1529 avancierte er zum Schulmeister in Kahla (Thüringen) und wurde 1535 als Lehrer an die Lateinschule zurück nach Zwickau versetzt. Seine Ordination erhielt er durch Martin Luther im Jahre 1538 und wurde zuerst zum Pfarrer in Plauen bestellt. Gefördert durch Luther, wurde er 1542 in gleicher Position nach Oelsnitz versetzt. Auf Anraten Luthers und Philipp Melanchthons, wurde er 1542 in Oelsnitz Pfarrer und Superintendent für den Bezirk Voigtsberg. Dieses Amt hatte Rebhun bis an sein Lebensende inne. Vor allem trat er als Dramatiker in Erscheinung, dessen Werke mehrfach aufgelegt wurden. Er verarbeitet darin Zeitthemen, Ehefragen und prangert den Missbrauch von Amtsgewalt an. Seine Werke wurden unter anderem von Sixt Birck, Jasper von Gennep und Nicodemus Frischlin weiter bearbeitet.

## Werke
- Ein geistlich Spiel von der Gotfürchtigen und keuschen Frauen Susannen, Zwickau 1536, 1544, Wittenberg 1537, Worms 1538, Reclam, Stuttgart 1980, ISBN 3-15-008787-2.
  - Susanna. Ein Geistlich Spiel von der Gotfürchtigen und keuschen Frauen Susannen, Neuausgabe Hofenberg, Berlin 2014, ISBN 978-3-8430-4991-7.
- Was für Ursachen den christlichen Eheleuten zu bedencken / den lieben Hausfriede in der Ehe zu erhalten, Wittenberg 1546, 1549, 1559, 1570 Nürnberg 1556, 1569, 1571, Straßburg 1662
- Hochzeit Spiel auff die Hochzeit zu Cana Galileae, Zwickau 1538, 1546, Nürnberg 1572
- Klag des armenn Manns von Sorgenvol, ynn theuerung u. hungersnot. Zwickau 1540
- Ein Christi, unnd nötig Gesprech von der Summa des Christi, glaubens und wesens. Leipzig ohne Jahr (entstanden in Plauen 1538–42)
- Latinc dicendi formulae ..., ex Terentio collectae. Görlitz 1580 (entstanden 1545)
- Julius Tittmann (Hrsg.): Schauspiele aus dem 16. Jahrhundert. Brockhaus, Leipzig 1868.
  - 1. Nikolaus Manuel, Paul Rebhun, Lienhard Kulman, Jakob Funkelin, Sebastian Wild, Petrus Meckel.
- Hermann Palm (Hrsg.): Paul Rebhuns Dramen. Ein geistlich Spiel. Ein Hochzeit Spiel. Litterarischer Verein, Stuttgart 1859 online – Internet Archive (siehe auch auf commons).
- Paul Casey (Hrsg.): Das Gesamtwerk. Lang, Frankfurt am Main 2002

1. Dramen. ISBN 3-906769-93-3.
2. Didaktische Schriften. ISBN 3-906769-94-1.